# Educație mediatică
Educația mediatică se referă la procesul de accesare, analizare, evaluare și creare a mesajelor într-o varietate de moduri, genuri și forme mediatice. Folosește un model instrucțional bazat pe cercetare care încurajează oamenii să pună întrebări în legătură cu ceea ce urmăresc la televizor, citesc sau ascultă. Educația mediatică urmărește dezvoltarea unei culturi mediatice. Furnizează oamenilor unelte/instrumente prin care:
- să analizeze în mod critic mesaje
- să detecteze propaganda, cenzura sau discriminarea (inclusiv motivațiile acestor acțiuni) din știri sau alt gen de programe publice
- să înțeleagă modul în care anumite trăsături structurale - cum ar fi distribuirea mijloacelor de producție și modelul de finanțare - pot să afecteze informația prezentantă.

Cultura mediatică permite oamenilor să fie creatori și producători de mesaje mediatice, astfel încât să faciliteze o mai bună înțelegere a fiecărui tip de media și de asemenea să permită dezvoltarea unei media independente. Cultura medatică este o extensie a culturii generale. Transformând procesul de consumare a mesajelor mediatice într-o activitate critică și activă, oamenii conștientizează mai bine potențialul de manipulare al mass-media (mai ales prin publicitate și tehnici asociate relațiilor publice) și de asemenea este asigurată o mai bună percepție și înțelegere a rolurilor pe care mass media și media participativă le joaca în construirea unei viziuni a realității.

## Istorie
Educația mediatică se dezvoltă în Marea Britanie, Australia, Africa de Sud, Canada, Statele Unite, cu un interes în creștere în țări precum Olanda, Italia, Grecia, Austria, Elveția, India și Rusia. Cultura mediatică a fost inițial clasificată ca o unealtă/un instrument menită să protejeze oamenii de ceea ce erau crezute a fi efectele negative ale mass media. Marea Britanie a fost prima țară care a folosit această paradigmă inoculativă în anii 1930. În anii 1960 a existat o modificare a paradigmei în domeniul culturii mediatice astfel încât să accentueze ideea că trebuie să lucreze din interiorul culturii populare, în loc să afirme că aceasta este o forță distructivă. Această paradigmă a fost cunoscută ca paradigma artelor populare. În anii 1980, s-a recunoscut că puterea ideologică a mass media vine pe fondul naturalizării imaginii. Mesaje construite erau distribuite ca fiind mesaje naturale. Accentul în cultura mediatică s-a mutat pe consumul de imagini și reprezentări, ceea ce a dus la apariția paradigmei reprezentaționale. In Marea Britanie și Australia cultura mediatică reprezintă un curs de sine stătător, predat în cadrul catedrei de limba engleză.

### În Australia
În Australia, educația mediatică împrumută mult din abordările din Marea Britanie legate de inoculare/manipulare, arte populare și demistificare. Graeme Turner și John Hartley sunt teoreticienii de bază care au influențat dezvoltarea educației mediatice australiene, contribuind cu numeroase studii culturale. În timpul anilor '80 și '90, Robyn Quin și Barrie MacMahon au scris cărți importante precum "Real Images", traducând multe teorii complexe mediatice în termeni potriviți pentru sălile de clasă. În mod curent în majoritatea statelor australiene, la nivelul gimnazial (vârstele 11-12 ani) este oferit ca optional un curs de Studii Media. De exemplu, multe școli din Queensland oferă cursuri de Film, Televiziune și New Media. Educația mediatică este susținută de Asociația Profesorilor de Media (ATOM) Arhivat în 4 februarie 2021, la Wayback Machine. care editează o serie de materiale educative precum și de revista Screen Education.

### În Europa
În Europa, educația mediatică s-a manifestat în diferite forme. De exemplu, a fost introdusă în școala primară din Finlanda în anii '70 și în licee în 1977. Dar educația mediatică așa cum o înțelegem astăzi nu a apărut în Finlanda decât abia în anii 90. Educația mediatică este obligatorie în Suedia din 1980 și în Danemarca din 1970. În ambele țări scandinave, educația mediatică a evoluat în anii '80 și '90, mutând accentul de la atitudini moralizatoare la tehnici orientate spre elev. În 1994, legea educației daneză a recunoscut educația mediatică dar tot nu este o parte integrată în sistemul de educație. Accentul în Danemarca pare să fie pe tehnologia informației. Franța a predat cursuri de cinematografie încă de la apariția acesteia, dar cursuri care să integreze noțiuni de producție de mesaje mediatice sunt o apariție recentă. În Germania s-au publicat materiale cu privire la cultura mediatică în anii '70, iar în anii '80 și '90 s-a manifestat un interes din ce în ce mai mare pentru educație mediatică în interiorul și în afara sistemului de educație. În Olanda în aprilie 2008 s-a înființat un centru special pentru cultura mediatică, finanțat de Guvernul olandez. Acest centru reprezintă mai degrabă o rețea de experți care își pun la dispozițiile propriile cunoștințe în domeniul educației mediatice. Ideea este ca educația mediatică să devină o parte a curriculei oficiale.
Istoria educației mediatice în Rusia se întinde până în anii '20. Prima încercare de a preda educația mediatică (având ca resurse materiale tipărite și filmate cu un puternic mesaj comunist) a avut loc în anii '20, dar a fost împiedicată de politica lui Stalin. La sfârșitul anilor '50 - începutul anilor '60 a avut loc o resuscitare a educației mediatice în școli secundare, universități, centre culturale pentru copii (din Moscova, Petersburg, Voronet, Samara, Kurgan, Tver, Rostov, Taganrog, Novosibirsk, Ekaterinburg) și au reapărut seminarii și conferințe pentru profesori cu aceleași teme. În Rusia anilor '70 - '80, educația mediatică se dezvolta în cadrul unui concept estetic. Printre numeroasele reușite din domeniu din această perioadă se numără: primele programe oficiale de cinematografie și educație mediatică publicate de Ministerul Educației, un interes crescător pentru o diplomă de doctorat în Educație Mediatică, contribuțiile lui O. Baranov, S.Penzin (Voroneț), G.Polichko, U.Rabinovich (Kurgan), Y.Usov (Moscova), A.Fedorov (Taganrog), A.Sharikov (Moscow) și ale altora în educația mediatică. Cele mai importante evenimente în domeniu după desființarea Uniunii Sovietice sunt înregistrarea unei noi specializări (Educație Mediatică) în universități în anul 2002 și editarea jurnalului academic "Educația mediatică" (din ianuarie 2005), sponsorizat parțial de ICOS UNESCO "Informația pentru toti".

### În America
În America de Nord, înființarea în anul 1978 a Asociației pentru Cultură Mediatică din Ontario este momentul desemnat de cele mai multe ori ca fiind începutul abordării formale a culturii mediatice. Până la acest moment, educația mediatică era lăsată la latitudinea profesorilor individuali. Canada este prima țară din America de Nord care a introdus obligativitatea unui curs de cultură mediatică în fiecare provincie. De exemplu în Quebec, noua programă școlară necesită prezența unui curs de cultură mediatică din clasa I până în ultimul an al Școlii Secundare. Dezvoltarea culturii mediatice în Canada are două cauze principale. Prima este grija vizavi de influența crescândă a culturii americane populare, iar a doua este nevoia de noi paradigme educaționale adaptate la contextul actual. Educația mediatică este mai puțin răspândită în școlile din Statele Unite, mai ales din cauza descentralizării sistemului educativ dintr-o țară cu peste 70 de milioane de copii în școli de stat sau private. Nu există o autoritate centrală națională care să reglementeze curricula, iar fiecare dintre cele 50 de state are districte școlare care sunt independente unele față de altele. În 2004, Montana a devenit primul stat care să dezvolte standarde educaționale pentru cultura mediatică pe care elevii trebuie să le îndeplinească în clasele a patra, a opta și a 12-a. Un număr din ce în ce mai mare de districte școlare au început să își dezvolte programe, cursuri opționale și alte optiuni extra-școlare de analiză mediatică și producție. Universități de top precum Appalachian State University, Columbia University, New York University, University of Texas-Austin, și Temple University oferă cursuri de cultură mediatică pentru profesori și studenți.

### În Africa
În Africa de Sud, cererea din ce în ce mai mare pentru Educație Mediatică a evoluat de la desființarea apartheidului și de la alegerile democratice din 1994. În 1990 a fost ținută prima conferință națională de Educație Mediatică și noua curriculă națională este în continuă modificare din 1997. Din moment ce această curriculă ar trebui să reflecte valorile și principiile unei societăți democratice, există probabilitatea ca ea să includă cursuri de cultură critică și mediatică.